# Maria Strømme
Maria Strømme (Svolvær, Noruega, 7 de abril de 1970) es una física noruega que vive y trabaja en Suecia. Tiene la ciudadanía tanto sueca como noruega.

## Carrera
En 2004 Strømme empezó a trabajar como profesora de nanotecnología en la Universidad de Uppsala. Es la profesora más joven de Suecia de un tema técnico. Strømme tiene un máster en ciencias de la física de la ingeniería y completó su tesis en física en 1997 en la Universidad de Uppsala. Posteriormente comenzó a desempeñarse como científica en Naturvetenskapliga forskningsrådet. Entre 2002 y 2007 trabajó como física académica y fue electa para la Real Academia de las Ciencias de Suecia. También es miembro de la Academia Noruega de Ciencias Tecnológicas.